# 중도좌파 연합
중도좌파 연합(이탈리아어: Coalizione di centro-sinistra, 영어: Centre-left coalition)은 이탈리아의 중도좌파 정당들의 정당 연합이다.

## 정당 목록

### PD 연합
| 정당                | 이념         | 대표            |
| ------------------- | ------------ | --------------- |
| 민주당 (PD)         | 사회민주주의 | 마테오 렌치     |
| 더 많은 유럽 (+E)   | 자유주의     | 엠마 보니노     |
| 이탈리아 함께당 (P) | 진보주의     | 주세페 시바티   |
| 인기있는 서민 (CP)  | 중도주의     | 줄리오 산타가타 |

### 지역 정당
| 정당                                     | 이념     | 대표              |
| ---------------------------------------- | -------- | ----------------- |
| 발레다오스타 연합 (UV)                   | 지역주의 | 엔니오 파스토레   |
| 발레다오스타 진보 연합 (UVP)             | 지역주의 | 로랑 바에린       |
| 발레다오스타 에델바이스 시민 연합 (EPAV) | 지역주의 | 마우로 바크가     |
| 이탈리아 온건당 (M)                      | 중도주의 | 자코모 포에니     |
| 남티롤 인민당 (SVP)                      | 지역주의 | 필립보 아참마르   |
| 트렌티노 티롤 자치당 (PATT)              | 지역주의 | 프랑코 판자       |
| 트렌티노 연합 (UpT)                      | 지역주의 | 티차아노 멜라이리 |

## 역대 선거결과

### 이탈리아 총선
| 이탈리아 하원 |                 |        |           |     |                        |
| 년도          | 득표수          | 득표율 | 의석 수   | +/– | 대표                   |
| 1996년        | 15,758,981 (#1) | 42.2   | 322 / 630 | 109 | 로마노 프로디          |
| 2001년        | 16,209,944 (#2) | 43.5   | 247 / 630 | 75  | 프란시스코 루텔        |
| 2006년        | 19,036,986 (#1) | 49.8   | 348 / 630 | 101 | 로마노 프로디          |
| 2008년        | 13,689,303 (#2) | 37.5   | 239 / 630 | 109 | 발테르 벨트로니        |
| 2013년        | 10,047,603 (#1) | 29.5   | 345 / 630 | 106 | 피에르 루이지 베르사니 |
| 2018년        | 7,502,056 (#3)  | 22.9   | 122 / 630 | 223 | 마테오 렌치            |

| 이탈리아 상원 |                 |        |           |     |                        |
| 년도          | 득표수          | 득표율 | 의석 수   | +/– | 대표                   |
| 1996년        | 13,444,977 (#1) | 41.2   | 169 / 315 | 47  | 로마노 프로디          |
| 2001년        | 13,282,495 (#2) | 39.2   | 128 / 315 | 41  | 프란시스코 루텔        |
| 2006년        | 17,118,364 (#2) | 49.2   | 158 / 315 | 30  | 로마노 프로디          |
| 2008년        | 12,457,182 (#2) | 38.7   | 130 / 315 | 28  | 발테르 벨트로니        |
| 2013년        | 9,686,683 (#1)  | 31.6   | 127 / 315 | 3   | 피에르 루이지 베르사니 |
| 2018년        | 6,943,450 (#3)  | 23.0   | 58 / 315  | 69  | 마테오 렌치            |